# Péter Ágnes (irodalomtörténész)
Péter Ágnes (Budapest, 1941. augusztus 25. –) irodalomtörténész, az Eötvös Loránd Tudományegyetem, Bölcsészettudományi Kar Angol–Amerikai Intézet professor emeritusa.

## Családja
Szülei Péter János (1910-1999) külügyminiszter és református püspök és Czeglédi Margit (1911-1991). Testvére Péter Katalin (1937-2020).

## Tanulmányai
1983-ban szerzett doktori címet az ELTE BTK-n.

## Munkássága
1965-ben kezdett az ELTE BTK Angol Nyelv- és Irodalom Tanszékén oktatni.
1989-ben jelent meg egyik legismertebb műve Keats világa címmel.
2000. július 1-ben egyetemi tanárnak nevezték ki.
A 2004/2005-ös tanévben az ELTE BTK Angol-Amerikai Intézetének tanévre megbízott intézetigazgatója.
2003 óta a Kodolányi János Főiskola oktatója.
2011-ben Ritka művészet: írások Péter Ágnes tiszteletére címmel Péter munkássága előtt tisztelegtek kollégái (Ruttkay Veronika, Gárdos Bálint, és Timár Andrea).

## Publikációk
- Péter Á. (2018). Disbelief in Disbelief, ANACHRONIST 18: (1) pp. 17–31.
- Péter Á. (2019). The Reception of Blake in Hungary, In: Erle, Sibylle; Paley, Morton D. (szerk.) The Reception of William Blake in Europe, Bloomsbury Academic (2019) pp. 547–570.